# Metal Church (album)
Metal Church è l'album di debutto della band statunitense Metal Church, pubblicato nel 1984.

## Tracce
Highway Star è una cover dei Deep Purple.
1. Beyond the Black - 6:20 - (K. Vanderhoof/D. Wayne/C. Wells)
2. Metal Church - 5:03 - (K. Vanderhoof/D. Wayne/C. Wells)
3. Merciless Onslaught (strumentale) - 2:56 - (K. Vanderhoof)
4. Gods of Wrath - 6:41 - (K. Vanderhoof/D. Wayne/C. Wells)
5. Hitman - 4:36 - (K. Vanderhoof/C. Wells)
6. In the Blood - 3:31 - (K. Vanderhoof/D. Wayne/C. Wells)
7. (My Favorite) Nightmare - 3:11 - (K. Vanderhoof/D. Wayne/C. Wells)
8. Battalions - 4:55 - (K. Vanderhoof/C. Wells)
9. Highway Star - 4:37 - (R. Blackmore/I. Gillan/R. Glover/J. Lord/I. Paice)

## Formazione
- David Wayne – voce
- Kurdt Vanderhoof – chitarra
- Kirk Arrington – batteria
- Craig Wells – chitarra
- Duke Erickson – basso